# Арсаго-Сепріо
Арсаго-Сепріо, Арсаґо-Сепріо (італ. Arsago Seprio) — муніципалітет в Італії, у регіоні Ломбардія, провінція Варезе.
Арсаго-Сепріо розташоване на відстані близько 520 км на північний захід від Рима, 45 км на північний захід від Мілана, 17 км на південний захід від Варезе.
Населення — 4953 особи (2014).
Щорічний фестиваль відбувається 8 травня. Покровитель — святий Віктор.

## Демографія
Населення за роками:

Станом на 1 січня 2023 року в муніципалітеті офіційно проживали 234 іноземці з 32 країн, серед них 34 громадяни країн Євросоюзу та 21 громадянин України.

## Сусідні муніципалітети
- Безнате
- Казорате-Семпьоне
- Галларате
- Морнаго
- Сомма-Ломбардо
- Верджате